# Ancelle del Santo Bambino Gesù
Le Ancelle del Santo Bambino Gesù (in inglese Handmaids of the Holy Child Jesus) sono un istituto religioso femminile di diritto pontificio: le suore di questa congregazione pospongono al loro nome la sigla H.H.C.J.

## Storia
La congregazione fu fondata in Nigeria il 19 giugno 1937 dal vescovo James Moynagh (1903-1985), prefetto apostolico di Calabar.
L'istituto, formato da suore indigene, fu inizialmente affidato alla direzione delle religiose anglo-americane della Società del Santo Bambino Gesù: si rese definitivamente autonomo il 28 dicembre 1959, quando fu celebrato il primo capitolo generale e venne eletta una superiora generale autoctona.
Le Ancelle del santo bambino Gesù ricevettero il pontificio decreto di lode il 20 febbraio 1971.

## Attività e diffusione
Le suore della congregazione si dedicano all'educazione della gioventù, alla cura dei malati e alle opere sociali.
Sono presenti in Africa (Camerun, Ghana, Kenya, Nigeria, Sierra Leone, Togo), Europa (Italia, Regno Unito, Germania) e nelle Americhe (Canada, Stati Uniti d'America); la sede generalizia è a Ikot Ekpene, stato nigeriano di Akwa Ibom.
Alla fine del 2008 la congregazione contava 859 religiose in 134 case.